# 米克·米尔
罗伯特·里米克·威廉斯（英語：Robert Rihmeek Williams，1987年5月6日—），艺名米克·米尔（Meek Mill），美国饶舌歌手、歌手、词曲作家与活动家。米克·米尔在费城长大，以一位battle饶舌歌手的身份开启了自己的音乐生涯，后来组建了一个短命的说唱组合The Bloodhoundz。2008年，出道于亚特兰大的饶舌歌手T.I.将米克·米尔签至其厂牌Grand Hustle Records下，这是米克·米尔的第一份唱片合约。2011年2月，在离开Grand Hustle Records后，米克·米尔与出道于迈阿密的饶舌歌手里克·罗斯的音乐品牌Maybach Music Group（简称MMG）签约。2012年，米克·米尔的首张专辑《Dreams and Nightmares》由MMG和华纳兄弟发行。这张专辑以由德雷克客串的单曲“Amen”作为先行曲，在美国Billboard二百强专辑榜上名列第二。 
2012年10月，米克·米尔宣布推出自己的音乐品牌Dream Chasers Records，品牌以他的混音带系列命名。米克·米尔经常与MMG厂牌的其他伙伴合作；他也知名于在MMG的系列合辑《Self Made》中的献唱，他的最初两首单曲“Tupac Back”和“Ima Boss”收录于系列一（《Self Made Vol. 1》）中。2017年11月，米克·米尔因违反假释规定被判处二至四年徒刑，并在宾夕法尼亚州切斯特的州惩教所（State Correctional Institution – Chester）服刑了五个月。

## Dream Chasers Records
2012年10月26日，米克·米尔宣布与Flagship Artists厂牌旗下艺人Louie V. Gutta、Lee Mazin和Goldie合作推出自己的音乐品牌Dream Chasers Records。2013年4月，米克·米尔在听了来自路易斯安那州17岁的饶舌歌手Lil Snupe的试听带后签下了他。此后，该品牌发布了Louie V. Gutta和Lil Snupe的混音带。
2013年6月20日，Lil Snupe在路易斯安那州温菲尔德的一栋公寓大楼里胸中两枪身亡。因与此次枪击事件有联系，警方向36岁的托尼·霍尔顿（Tony Holden）下达了逮捕令。霍尔顿在潜逃四天后向警方自首。
2014年底，米克·米尔签下他的堂兄及饶舌歌手Omelly。
2016年5月29日，米克·米尔签约了制作人尼古拉斯·帕帕米特罗（Nikolas Papamitrou，艺名Nick Papz）。
现艺人
- Chino[16]
- Omelly[17]
- Nick Papz
- YBS Skola[18]

前艺人
- Goldie
- Guordan Banks
- Lee Mazin
- Lil Snupe
- Louie V Gutta[19]

## 个人生活
2014年12月2日，米克·米尔因违反缓刑规定而被判三至六个月监禁。2015年初，米克·米尔开始与饶舌歌手及歌手妮琪·米娜交往，并成为她2015年世界巡回演唱会的开场嘉宾。据报道，2017年1月2日，两人结束了为期两年的感情关系。他们的分手在妮琪·米娜2017年的单曲“Regret in Your Tears”中有说明。

## 唱片
录音室专辑
- 《Dreams and Nightmares》 (2012年)
- 《Dreams Worth More Than Money》 (2015年)
- 《Wins & Losses》 (2017年)
- 《Championships》 (2018年)[26]